# Linden Shops
Linden Shops es un taller en una estación del metro de la ciudad de Nueva York, donde las vías son cambiadas y otros componentes son ensamblados. Tiene conexiones de vías hacia la línea New Lots y la línea Canarsie pero no tiene un tercer riel, y sólo se permite trenes que usen diésel. También hay una conexión de vías con el LIRR's Bay Ridge Branch.
- Datos: Q9022718